# Aelurillus improvisus
Aelurillus improvisus är en spindelart som beskrevs av Galina N. Azarkina 2002. Aelurillus improvisus ingår i släktet Aelurillus och familjen hoppspindlar. Inga underarter finns listade i Catalogue of Life.